# Saïd Taghmaoui
Saïd Taghmaoui (ur. 19 lipca 1973 w Villepinte) – francuski aktor i scenarzysta filmowy.

## Życiorys
Urodził się na paryskim przedmieściu Villepinte, w regionie Île-de-France, w departamencie Sekwana-Saint-Denis w wielodzietnej rodzinie marokańskich Berberów. Ma czterech braci i trzy siostry. Po ukończeniu szkoły zajął się boksem i ostatecznie w mistrzostwach Francji w boksie zajął drugie miejsce. Później spotkał się z Mathieu Kassovitzem; we współpracy z nim napisał scenariusz do nagradzanego filmu o wyścigu i przemocy w podmiejskich gett Paryża Nienawiść (La Haine, 1995), gdzie zagrał jedną z głównych postaci w filmie i był nominowany do Cezara w 1996 jako najbardziej obiecujący aktor. Od tamtego czasu występował w wielu filmach.
Najbardziej stał się znany z roli kapitana Saïda w komedii sensacyjno-wojennej Złoto pustyni (Three Kings, 1999). W dramacie kryminalnym 8 części prawdy (Vantage Point, 2008) zagrał postać lidera grupy terrorystycznej wytypowanej do porwania prezydenta USA.

## Filmografia

### Seriale telewizyjne
- 1994: Wszyscy młodzi w ich wieku jako Paul

### filmy kinowe
- 1995: Nienawiść (La Haine) jako Saïd
- 1998: Ogród Eden (I Giardini dell'Eden) jako Aziz
- 1998: W stronę Marrakeszu (Hideous Kinky) jako Bilal
- 1999: Złoto pustyni (Three Kings) jako kapitan Saïd
- 1999: Koszmar w raju (Urlaub im Orient – Und niemand hört dein Schreien) jako Raschid
- 2000: Wynajmę pokój (Room to Rent) jako Ali
- 2000: Ali Zaoua, książę ulicy (Ali Zaoua, prince de la rue) jako Dib
- 2002: Podwójny blef (The Good Thief) jako Paulo
- 2003: Skok życia (Crime Spree) jako Sami
- 2004: Hidalgo – ocean ognia (Hidalgo) jako książę Bin Al Reeh
- 2004: Spartan jako Tariq Asani
- 2004: Jak być sobą (I Heart Huckabees) jako tłumacz
- 2006: O Jerusalem jako Saïd Chahine
- 2006: Pięć palców (Five Fingers) jako Dark Eyes
- 2007: Chłopiec z latawcem (The Kite Runner) jako Farid
- 2008: 8 części prawdy (Vantage Point) jako Suarez
- 2009: G.I. Joe: Czas Kobry (G.I. Joe: The Rise of Cobra) jako Abel Shaz/Breaker
- 2011: Conan Barbarzyńca 3D (Conan the Barbarian 3D) jako Ela-Shan